# Compartimento cellulare
Il compartimento cellulare è un luogo ben delineato dov'è presente il DNA.
Nel compartimento avviene la sintesi dei ribosomi, delle proteine e dei fosfolipidi; questi ultimi penetrano nella cellula attraverso pori cellulari presenti alle estremità della membrana plasmatica.
I ribosomi sono fondamentali per il corretto funzionamento del nucleo perché trasportano sostanze nutritive indispensabili al DNA ribosomiale. Il compartimento cellulare è inoltre formato da particelle d'acqua e di sangue, indispensabili per la scissione binaria della cellula matura.